# Patricia Arquette
Patricia Arquette (Chicago, Illinois, 1968. április 8. –) Oscar- és Golden Globe-díjas amerikai színésznő, az Arquette-színészdinasztia tagja.
Legismertebb szerepe A médium című Emmy-díjas sorozatban Allison Dubois megformálása.

## Élete
Patricia Chicagóban, Illinoisban született, Lewis Arquette, színész és Brenda "Mardi" Olivia (született: Nowak) színésznő, költő, színház-üzemeltető, aktivista, tanár és terapeuta lányaként. Édesanyja zsidó, a holokauszt elől menekült Lengyelországból és apja Meriwether Lewis, felfedezőtől származtatja magát, aki áttért az iszlám hitre. Apai nagyapja a komikus Cliff Arquette, testvérei szintén színészek Rosanna, Alexis, Richmond és David Arquette. Sógornője Courteney Cox, aki David felesége. Patricia Virginiában és Kaliforniában nevelkedett.

## Karrierje
Első szerepét tizenhét éves korában kapta a Pretty Smartban (1986), egy évvel később főszerepet (Kristen Parker) kapott a Rémálom az Elm utcában 3.: Álomharcosokban. 1991-ben CableACE-díjat kapott a Diane Keaton rendezte Vadvirágokban megformált süket és epilepsziás lány megformálásáért. 1993-ban Tony Scott Tiszta románc című filmjében játszott. Nem sokkal később, karrierje új lendületet vett, s azóta olyan a kritikusok által elismert filmeket játszott, mint a Tim Burton rendezte Ed Wood, A szabadság ösvényein, David Lynch rendezte Lost Highway – Útvesztőben, a Stigmata, a Holtak útja, és a Libidó – Vissza az ösztönökhöz.
2005 januárjában kezdte el forgatni A médium című televíziós sorozatot, amelynek főszerepét játszotta a látnok Allison DuBois-t. Ezzel az alakításával az Emmy-díjat nyert a legjobb női főszereplő kategóriában, 2005-ben, valamint Golden Globe-jelölést 2006-ban és 2007-ben, SAG-díj-at 2006, és egy Emmy-díj-at 2007-ben és 2008-ban.
A Sráckor című filmben Oliviát, az édesanyát formálta meg. Ezért az alakításáért több jelentős díjjal jutalmazták 2015-ben, elnyerte a legjobb női mellékszereplőnek járó Oscar-díjat, BAFTA-díjat és Golden Globe-díjat is.

## Magánélete
1995 áprilisában hozzáment Nicolas Cage színészhez, akivel a Martin Scorsese rendezte Holtak útja című filmben együtt szerepelt. Kilenc hónap után különváltak, de a házasság felbontásának kérelmét csak 2000 februárjában adták be. Majd ezt a kérelmet visszavonták, ám Patricia 2000 novemberében ismét beadta. Törvényesen 2001-ben váltak el.
1995-ben, miután édesanyja meghalt mellrákban, azon dolgozott, hogy ráirányítsa a figyelmet erre a betegségre. 1999-ben szóvivője lett a Lee National Denim Day, amely szervezet dollármilliókat költ a mellrák kutatására.
Fia, Enzo (1989), aki a zenész Paul Rossitól született.
A Stanley, a szerencse fia című film forgatásán fedezte fel, hogy ismét terhes, lánya Harlow Olivia Calliope 2003-ban született. 2002-ben Thomas Jane színész eljegyezte, majd 2006. június 25-én vette feleségül a Palazzo Contariniben, Velencében, Olaszországban. 2009 januárjában Patricia kibékíthetetlen ellentétekre hivatkozva válópert indított, majd pár héttel később visszavonta ezt az indítványát.

## Filmográfia

### Film
| Év   | Magyar cím                               | Eredeti cím                                   | Szerep                                | Magyar hang                  |
| ---- | ---------------------------------------- | --------------------------------------------- | ------------------------------------- | ---------------------------- |
| 1987 | Rémálom az Elm utcában 3. – Álomharcosok | A Nightmare On Elm Street 3: Dream Warriors   | Kristen Parker                        | Csellár Réka (1-2. szinkron) |
| 1987 | Rémálom az Elm utcában 3. – Álomharcosok | A Nightmare On Elm Street 3: Dream Warriors   | Kristen Parker                        | Madarász Éva (3. szinkron)   |
| 1987 | Rendőr nélküli szexi akadémia            | Pretty Smart                                  | Zero                                  | Somlai Edina                 |
| 1988 |                                          | Time Out                                      | Lucy                                  |                              |
| 1988 | Messze északon                           | Far North                                     | Jilly                                 |                              |
| 1989 | Belevaló papapótló                       | Uncle Buck                                    | egyéb szereplők hangja                |                              |
| 1990 |                                          | Prayer of the Rollerboys                      | Casey                                 |                              |
| 1991 | Indián vér                               | The Indian Runner                             | Dorothy                               |                              |
| 1992 | Vörös villamos                           | Inside Monkey Zetterland                      | Grace                                 |                              |
| 1993 | Szerencse cinkelt lapokkal               | Trouble Bound                                 | Kit Califano                          | Simon Mari                   |
| 1993 | Szerencse cinkelt lapokkal               | Trouble Bound                                 | Kit Califano                          | Zakariás Éva                 |
| 1993 | Ethan Frome                              | Ethan Frome                                   | Mattie Silver                         | Zakariás Éva                 |
| 1993 | Tiszta románc                            | True Romance                                  | Alabama Whitman                       | Somlai Edina                 |
| 1993 | Tiszta románc                            | True Romance                                  | Alabama Whitman                       | Solecki Janka                |
| 1994 | Bankrabló a feleségem                    | Holy Matrimony                                | Havana                                | Biró Anikó                   |
| 1994 | Ed Wood                                  | Ed Wood                                       | Kathy O'Hara                          | Kocsis Judit                 |
| 1995 | A szabadság ösvényein                    | Beyond Rangoon                                | Laura Bowman                          | Györgyi Anna                 |
| 1996 | Gyagyás család                           | Flirting with Disaster                        | Nancy Coplin                          | Biró Anikó                   |
| 1996 | A végtelen                               | Infinity                                      | Arline Greenbaum                      |                              |
| 1996 | A titkosügynök                           | The Secret Agent                              | Winnie                                | Nagy-Kálózy Eszter           |
| 1997 | Lost Highway – Útvesztőben               | Lost Highway                                  | Renee Madison                         | Kiss Erika                   |
| 1997 | Lost Highway – Útvesztőben               | Lost Highway                                  | Alice Wakefield                       | Kiss Erika                   |
| 1997 | Éjjeliőr a hullaházban                   | Nightwatch                                    | Katherine                             | Ősi Ildikó                   |
| 1998 | Hazugságok labirintusa                   | Goodbye Lover                                 | Sandra Dunmore                        | Farkasinszky Edit            |
| 1998 | Hi-Lo Country                            | The Hi-Lo Country                             | Mona Birk                             | Németh Borbála               |
| 1999 | Stigmata                                 | Stigmata                                      | Frankie Paige                         | Ónodi Eszter                 |
| 1999 | A holtak útja                            | Bringing Out the Dead                         | Mary Burke                            | Kisfalvi Krisztina           |
| 2000 | Sátánka – Pokoli poronty                 | Little Nicky                                  | Valerie Veran                         | Solecki Janka                |
| 2001 | Libidó – Vissza az ösztönökhöz           | Human Nature                                  | Lila Jute                             | Kisfalvi Krisztina           |
| 2001 | Susi és Tekergő 2. – Csibész, a csavargó | Lady and the Tramp II: Scamp's Adventure      | Beaver (hangja)                       |                              |
| 2002 | Indíték: előítélet                       | The Badge                                     | Scarlett                              | Spilák Klára                 |
| 2003 |                                          | Deeper Than Deep                              | Linda Lovelace                        |                              |
| 2003 | Stanley, a szerencse fia                 | Holes                                         | Miss Katherine "'Csókos' Kate" Barlow | Hegyi Barbara                |
| 2003 | Kisördögök                               | Tiptoes                                       | Lucy                                  | Rudolf Teréz                 |
| 2006 | Megetetett társadalom                    | Fast Food Nation                              | Cindy                                 | Orosz Anna                   |
| 2008 |                                          | A Single Woman                                | mesélő                                |                              |
| 2012 | Így neveld az anyádat                    | Girl in Progress                              | Ms. Armstrong                         | Bertalan Ágnes               |
| 2012 | Pillantás Charlie Swan képzeletébe       | A Glimpse Inside the Mind of Charles Swan III | Izzy                                  | Major Melinda                |
| 2013 | Vijay és én                              | Vijay and I                                   | Julia                                 |                              |
| 2014 |                                          | Electric Slide                                | Tina                                  |                              |
| 2014 | Sráckor                                  | Boyhood                                       | Olivia Evans                          | Kisfalvi Krisztina           |
| 2015 |                                          | The Wannabe                                   | Rose                                  |                              |
| 2017 |                                          | Permanent                                     | Jeanne Dixon                          |                              |
| 2019 | Toy Story 4.                             | Toy Story 4                                   | Harmony anyja (hangja)                | Varga Gabriella              |
| 2019 | Anyainvázió                              | Otherhood                                     | Gillian Liberman                      |                              |
| 2020 |                                          | You Cannot Kill David Arquette                | önmaga                                |                              |
| 2023 |                                          | Gonzo Girl                                    | Claudia                               |                              |

### Televízió
| Év        | Magyar cím                               | Eredeti cím                       | Szerep                      | Megjegyzések                                                    |
| --------- | ---------------------------------------- | --------------------------------- | --------------------------- | --------------------------------------------------------------- |
| 1987      | Cadillac-szerelem                        | Daddy                             | Stacy                       | tévéfilm                                                        |
| 1989      |                                          | The Edge                          | megerőszakolt nő            | tévéfilm                                                        |
| 1990      |                                          | CBS Schoolbreak Special           | Dana MacCallister           | 1 epizód                                                        |
| 1990      |                                          | Thirtysomething                   | Stephanie                   | 1 epizód                                                        |
| 1990      |                                          | The Outsiders                     | Rhonda Sue                  | 1 epizód                                                        |
| 1990      | Mesék a Kriptából                        | Tales from the Crypt              | Mary Jo                     | 1 epizód                                                        |
| 1991      | A gengszterkirály                        | Dillinger                         | Polly Hamilton              | tévéfilm                                                        |
| 1991      | Vadvirágok                               | Wildflower                        | Alice Guthrie               | tévéfilm                                                        |
| 1994      | Gyilkos szerelem                         | Betrayed by Love                  | Deanna                      | tévéfilm                                                        |
| 2005–2011 | A médium                                 | Medium                            | Allison Dubois              | - főszereplő (130 epizód) - magyar hangja: - Nagy-Kálózy Eszter |
| 2012      | Esküdt ellenségek: Különleges ügyosztály | Law & Order: Special Victims Unit | Jeannie Kerns               | 1 epizód                                                        |
| 2013–2014 | Boardwalk Empire – Gengszterkorzó        | Boardwalk Empire                  | Sally Wheet                 | visszatérő szereplő (10 epizód)                                 |
| 2014      | CSI: A helyszínelők                      | CSI: Crime Scene Investigation    | Avery Ryan                  | 2 epizód                                                        |
| 2015      | Amynek áll a világ                       | Inside Amy Schumer                | önmaga                      | 1 epizód                                                        |
| 2015–2016 | CSI: Cyber helyszínelők                  | CSI: Cyber                        | Avery Ryan                  | 31 epizód                                                       |
| 2017      |                                          | Waves for Water                   | önmaga                      | dokumentumfilm                                                  |
| 2018      | Szökés Dannemorából                      | Escape at Dannemora               | Joyce "Tilly" Mitchell      | - 7 epizód - magyar hangja: - Fullajtár Andrea                  |
| 2019      | A tett                                   | The Act                           | Dee Dee Blanchard           | 8 epizód                                                        |
| 2022–     | Különválás                               | Severance                         | Harmony Cobel / Mrs. Selvig |                                                                 |
| 2023      | Sivatagi rejtélyek                       | High Desert                       | Peggy Newman                | 8 epizód                                                        |

## Díjai, jelölései
- A médium
  - Emmy-díj (2005) – Legjobb televíziós sorozat – drámai kategória – legjobb színésznő
  - Golden Globe-díj (2008) – Legjobb televíziós sorozat – drámai kategória – legjobb színésznő jelölés
  - Emmy-díj (2007) – Legjobb televíziós sorozat – drámai kategória – legjobb színésznő jelölés
  - Golden Globe-díj (2007) – Legjobb televíziós sorozat – drámai kategória – legjobb színésznő jelölés
  - Golden Globe-díj (2006) – Legjobb televíziós sorozat – drámai kategória – legjobb színésznő jelölés
- Sráckor
  - Oscar-díj (2015) – Legjobb női mellékszereplő
  - Golden Globe-díj (2015) – Legjobb női mellékszereplő
- Szökés Dannemorából
  - Emmy-díj (2019) – Legjobb televíziós minisorozat – legjobb színésznő
  - Golden Globe-díj (2019) – Legjobb televíziós minisorozat – legjobb színésznő
- A tett
  - Emmy-díj (2019) – Legjobb televíziós minisorozat – legjobb mellékszereplő színésznő
  - Golden Globe-díj (2020) – Legjobb televíziós minisorozat – legjobb mellékszereplő színésznő
- Különválás
  - Emmy-díj (2022) – Legjobb drámasorozat jelölés
  - Emmy-díj (2020) – Legjobb drámasorozat – legjobb mellékszereplő színésznő jelölés
  - Emmy-díj (2025) – Legjobb drámasorozat – legjobb mellékszereplő színésznő jelölés

## Fordítás
- Ez a szócikk részben vagy egészben  a   Patricia Arquette című angol Wikipédia-szócikk fordításán alapul.  Az eredeti cikk szerkesztőit annak laptörténete sorolja fel. Ez a jelzés csupán a megfogalmazás eredetét és a szerzői jogokat jelzi, nem szolgál a cikkben szereplő információk forrásmegjelöléseként.